# لا نعرف ولن نعرف
المثل اللاتيني ignoramus et ignorabimus، الذي يعني "لا نعرف ولن نعرف"، يمثل فكرة أن المعرفة العلمية محدودة. نشرت من قبل إيميل دوبوا ريموند، عالم وظائف أعضاء ألماني، في عنوانه عام 1872 "Über die Grenzen des Naturerkennens" ("حدود العلم").